# 安托帕爾
安托帕尔（羅馬化：Antopaĺ），又按俄语名译为安托波尔，是白俄羅斯的城鎮，位於德羅吉欽以西28公里，由布列斯特州負責管轄，2007年人口2,000。第二次世界大戰期間，納粹德國在1941年6月佔領該鎮，其後在1942年10月把鎮上約2,300名猶太人殺害。